# Autoroute A42
L’autoroute A 42 è un'autostrada francese, che collega l'area metropolitana di Lione all'A40. Da Villeurbanne, dopo un breve tratto in comune con l'A46, si dirige a nord-est passando per Ambérieu-en-Bugey e si immette nell'A40 nel comune di Druillat.